# Geoffroy de Saint-Guen
Geoffroy de Saint-Guen (mort en 1347) est un ecclésiastique breton qui fut évêque de Vannes de 1339 à sa mort.

## Biographie
Le vieil évêque Jean Le Parisy victime d'une apoplexie est partiellement paralysé et muet. Le pape Jean XXII confie le 22 mars 1334 la gestion du diocèse à des fonctionnaires pontificaux. On ignore la date de la mort de l'évêque mais en 1339, les chanoines du chapitre de Vannes élisent l'un des leurs, Geoffroy de Saint-Guen, professeur in utroque jure comme évêque et le pape confirme et notifie sa nomination au duc Jean III de Bretagne le 10 mars 1339. La mort du duc en 1341 plonge le duché dans la guerre de succession de Bretagne. La ville de Vannes est rapidement contrôlée par le prétendant Jean de Montfort et ses alliés anglais. L'évêque disparaît en 1347 au milieu des conflits.

## Héraldique
Ses armoires sont : d'argent à deux triangles de même vidés et entrelacés.